# 대한민국 제13대 국회 후반기 의장단 선거
제13대 국회 후반기 의장 선거는 1990년 5월 29일 실시되었으며 부의장 선거는 5월 29일과 6월 19일에 나누어 실시되었다.
선거 결과 7선의 박준규 민주자유당 의원이 국회의장에, 7선의 김재광 민주자유당 의원과 5선의 조윤형 평화민주당 의원이 국회부의장에 선출되었다.

## 선거 제도
국회의 의장 및 부의장은 국회의원들의 무기명 투표로 선출하되 만약 1차 투표 결과 재적 의원의 과반을 득표한 자가 없으면 2차 투표를 실시하고, 2차 투표에서도 과반 득표자가 나오지 않을 시 최고득표자와 차점자에 대하여 3차 결선 투표를 실시하되 이 경우 단순 다수 득표자를 당선자로 하도록 되어있었다.

## 배경
전반기 의장단의 임기가 만료되는 5월 29일까지도 여야 간 원 구성 협상이 완료되지 못하자 민주자유당은 단독으로 임시 국회를 소집시켰는데, 평화민주당과 민주당은 야당을 무시한 채 일방적으로 국회를 여는 것은 유신 시대나 5공 시대로 회귀하는 것이라며 반발하였다. 결국 평화민주당·민주당 소속 의원들은 전원 불참한 가운데 국회는 국회의장 선거와 여당 몫 국회부의장 선거를 실시하였으며, 남은 한 자리의 국회부의장은 평화민주당이 국회에 복귀한 후에 실시하기로 하였다. 결국 평화민주당 몫 국회부의장 선거는 6월 19일에야 치러질 수 있었다.
당시 정당별 의석수는 민주자유당 218석, 평화민주당 70석, 민주당 8석, 무소속 3석 등이었다. 따라서 집권여당이자 원내 다수당인 민주자유당이 국회의장과 1명의 국회부의장을, 제1야당인 평화민주당이 나머지 1명의 국회부의장을 차지하게 되었다.

## 후보

### 국회의장 후보

#### 민주자유당
민주자유당은 민정계, 민주계, 공화계 등 3개의 다른 계파가 합쳐져 탄생한 정당인 만큼 당직 인선에 있어서도 계파 안배가 중요했다. 국회 정부의장 후보 인선의 경우 국회의장 후보는 민정계, 부의장 후보는 민주계에 돌아가야 한다는 것이 중론이었는데, 그 중에서도 7선의 박준규 전 민주정의당 대표위원이 국회의장 후보가 될 것이 유력하게 점쳐졌다.
결국 5월 22일, 민주자유당의 노태우 총재와 김영삼 대표최고위원은 회동을 갖고 박준규 전 대표위원을 국회의장 후보로 내정하였다.

### 국회부의장 후보

#### 민주자유당
국회의장 자리가 민정계에 돌아간 만큼 부의장 자리는 민주계에서 차지하게 되었다. 민주계는 그 중에서도 이미 전반기 부의장을 맡고 있던 김재광 부의장을 유임시킬 것을 주장하고 있었다. 한때 공화계에서도 부의장 자리를 원해 민주계와의 마찰이 빚어질 뻔했으나, 공화계는 상임위원장 배분을 더 받기로 하고 부의장 후보는 포기하기로 하였다.
민주자유당의 노태우 총재와 김영삼 대표최고위원은 5월 22일 회동을 갖고 김재광 부의장을 국회부의장 후보로 내정하였다.

#### 평화민주당
평화민주당은 3월 19일 조윤형 의원을 국회부의장 후보로 내정하였다.

## 선거 결과

### 국회의장 선거
대구직할시 동구 지역구의 박준규 민주자유당 의원이 당선되었다.
| 후보   | 소속       | 득표 | %    | 비고 |
| ------ | ---------- | ---- | ---- | ---- |
| 박준규 | 민주자유당 | 209  | 69.9 | 당선 |
| 김재광 | 민주자유당 | 1    | 0.3  |      |
| 김재순 | 민주자유당 | 1    | 0.3  |      |
| 박태준 | 민주자유당 | 1    | 0.3  |      |
| 결석   | 결석       | 87   | 29.1 |      |
| 재적   | 재적       | 299  | 100  |      |

### 민주자유당 몫 국회부의장 선거
서울특별시 은평구 을 지역구의 김재광 민주자유당 의원이 당선되었다.
| 후보   | 소속       | 득표 | %    | 비고 |
| ------ | ---------- | ---- | ---- | ---- |
| 김재광 | 민주자유당 | 206  | 68.9 | 당선 |
| 김중위 | 민주자유당 | 1    | 0.3  |      |
| 이병희 | 민주자유당 | 1    | 0.3  |      |
| 무효   | 무효       | 3    | 1.0  |      |
| 결석   | 결석       | 88   | 29.4 |      |
| 재적   | 재적       | 299  | 100  |      |

### 평화민주당 몫 국회부의장 선거
서울특별시 성북구 을 지역구의 조윤형 평화민주당 의원이 당선되었다.
| 후보   | 소속       | 득표 | %    | 비고 |
| ------ | ---------- | ---- | ---- | ---- |
| 조윤형 | 평화민주당 | 252  | 84.3 | 당선 |
| 김대중 | 평화민주당 | 4    | 1.3  |      |
| 김영삼 | 민주자유당 | 2    | 0.7  |      |
| 노승환 | 평화민주당 | 2    | 0.7  |      |
| 조세형 | 평화민주당 | 2    | 0.7  |      |
| 조홍규 | 평화민주당 | 2    | 0.7  |      |
| 남재희 | 민주자유당 | 1    | 0.3  |      |
| 신상우 | 민주자유당 | 1    | 0.3  |      |
| 이돈만 | 평화민주당 | 1    | 0.3  |      |
| 임춘원 | 평화민주당 | 1    | 0.3  |      |
| 기권   | 기권       | 7    | 2.3  |      |
| 무효   | 무효       | 8    | 2.7  |      |
| 결석   | 결석       | 14   | 4.7  |      |
| 재적   | 재적       | 295  | 100  |      |